# Anton Pannasch

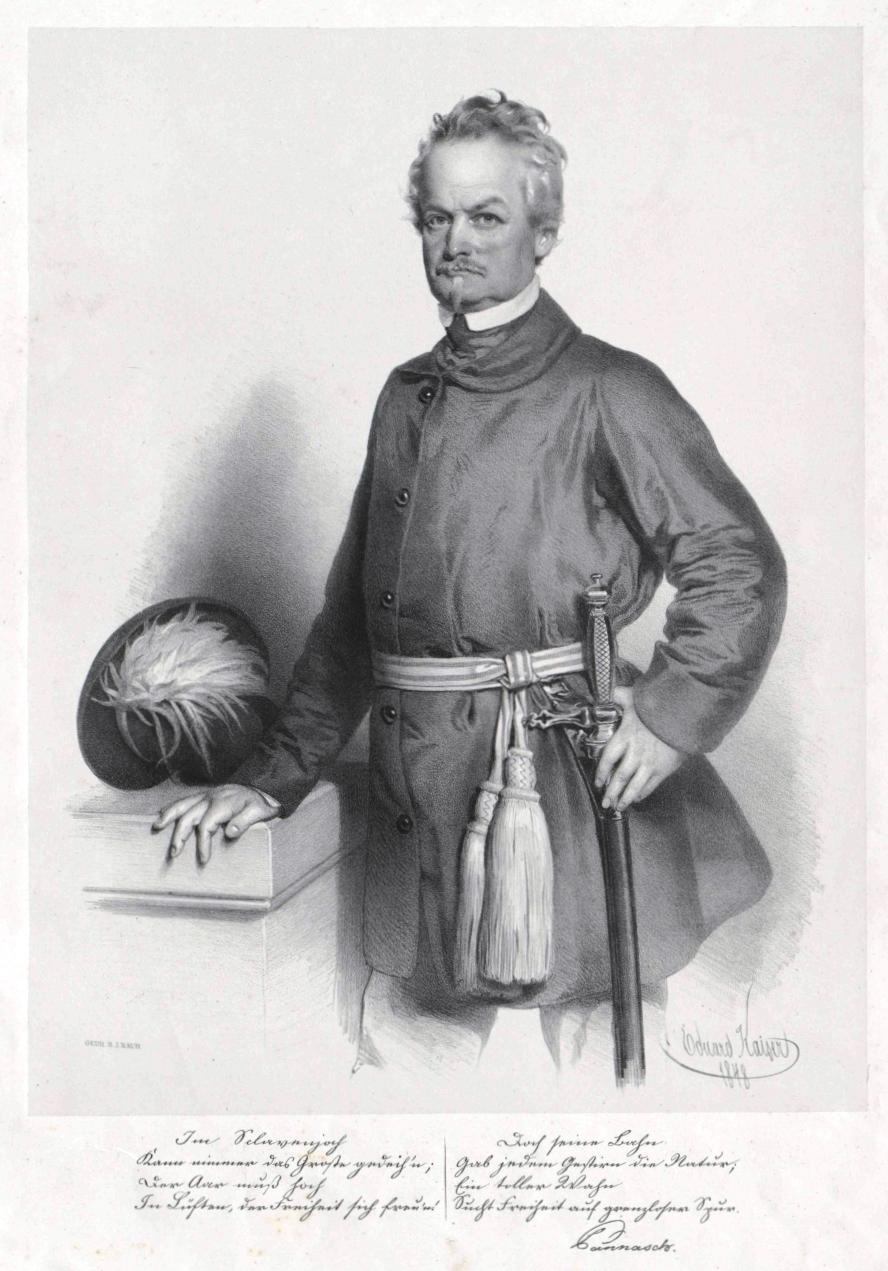
Anton Pannasch, Lithografie von Eduard Kaiser

Anton Pannasch (* 25. Januar 1789 in Brüssel; † 6. Oktober 1855 in Wien) war ein österreichischer Offizier und Schriftsteller.

## Leben
Anton Pannasch war Sohn eines Offiziers des österreichischen Statthalters Herzog Albert von Sachsen-Teschen in Brüssel. Durch die Revolutionskriege aus Brüssel vertrieben, kam die Familie nach Wien und er ging später an die Theresianische Militärakademie in Wiener Neustadt. 1809 als Fähnrich entlassen, nahm er mit dem Infanterieregiment 24 an Kampfhandlungen in Polen und Ungarn teil. 1813 kam Pannasch in die Zeichnungskanzlei des General-Quartiermeisterstabes und nahm als Leutnant im Pionierkorps an den Feldzügen 1813/14 in Deutschland und Frankreich teil. Danach war er den Infanterieregimentern 3 und 41 zugeteilt. 1848 wurde er Oberst und Oberkommandant der Nationalgarde Wiens. Pannasch redigierte auch die „Österreichische Militärische Zeitschrift“.

## Militärische Schriften
- Terrainlehre und Terrainbenutzung. 1834
- Vorpostendienst. 1846
- Der Feldzug 1800 in Italien. 1848
- Exercier-Reglement für die Nationalgarde (besser Volkswehr). 1849

## Belletristik
- Erinnerungen an Italien in Briefen und vermischten Gedichten. 1826
- Der Findling. 1826
- Die Grafen Montalto. 1826
- Alboin. 1835
- Maximilian in Flandern. 1835
- Die Christnacht. 1837
- Johnsons Tod. 1839
- Die Wette. 1839
- Irrgänge des Lebens. 1841
- Der Erbgraf. 1845
- Czerny Georg. 1847